# Aaron McKie
Aaron Fitzgerald McKie (Filadelfia, Pensilvania, 2 de octubre de 1972) es un exjugador y entrenador de baloncesto estadounidense que disputó 13 temporadas NBA. Con 1,96 metros de altura, lo hacía en la posición de escolta. Desde 2019 es el entrenador principal de los Temple Owls.

## Trayectoria deportiva

### High School
McKie asistió al Instituto Simon Gratz en Filadelfia, Pensilvania, donde en su año sénior fue elegido All-Scholastic y All-Southern Pennsylvania, tras liderar a su equipo al campeonato de la Public League y a un balance de 26-4 promediando 18,9 puntos, 9,9 rebotes y 7,2 asistencias.

### Universidad
En su periplo universitario, jugó tres años en la Universidad de Temple, donde se convirtió en el sexto máximo anotador de la universidad con 1.650 puntos y promediando 17.9 por partido en 92 encuentros. Fue nombrado All-America y en el mejor quinteto de la Atlantic Ten Conference y del torneo en su año sénior. En 1993 fue premiado como el Mejor Jugador de la Atlantic 10 Conference tras promediar 20.6 puntos por partido. Representó a Estados Unidos en el verano de 1993 en un selecto grupo de jugadores universitarios que realizaron una gira por Europa.

### NBA
McKie fue seleccionado en la decimoséptima posición del Draft de la NBA de 1994 por Portland Trail Blazers, donde pasó dos temporadas y media. En la campaña 1996-97 se consagró en la liga tras promediar 10.7 puntos y 3.8 rebotes en 73 partidos de titular. En la temporada siguiente, fue traspasado a Detroit Pistons junto con Randolph Childress y Reggie Jordan a cambio de Stacey Augmon. Poco tiempo estuvo en los Pistons, ya que el 18 de diciembre de 1997 fue enviado a Philadelphia 76ers con Theo Ratliff y una primera ronda condicional de draft por Jerry Stackhouse y Eric Montross. 
En los 76ers permaneció siete temporadas y media, llegando en 2001 a las Finales de la NBA y siendo nombrado Mejor Sexto Hombre, galardón que no conseguía ningún jugador de la franquicia desde Bobby Jones en 1983. Esa campaña, además, consiguió dos triples-dobles consecutivos, ante Sacramento Kings (19 puntos, 10 rebotes y 14 asistencias) y Atlanta Hawks (11-10-10). Sus promedios fueron de 11.6 puntos, 5 asistencias, 4.1 rebotes y 31.5 minutos de juego en 76 partidos, 33 de titular.
El 12 de agosto de 2005 fue cortado por los 76ers, firmando días después con Los Angeles Lakers. En el conjunto angelino solo ha podido disputar 24 partidos en dos temporadas debido a las lesiones. 

### Entrenador
En octubre de 2007 fichó por los 76ers para trabajar como asistente del entrenador. Sin embargo, el 1 de febrero de 2008, los Lakers volvieron a ficharle para que formara parte del traspaso que enviaba a Pau Gasol a la franquicia californiana procedente de Memphis Grizzlies. 
Desde 2008 a 2013 ejerce el cargo de entrenador asistente en los 76ers.
Dejó el cuerpo técnico de Philadelphia, para unirse a los Temple Owls como asistente de Fran Dunphy. En 2019 se anunció que McKie sería el entrenador principal de la Universidad de Temple.

## Estadísticas de su carrera en la NBA

### Temporada regular
| Año     | Equipo       | PJ  | PT  | MPP  | %TC  | %3P  | %TL  | RPP | APP | ROB | TPP | PPP  |
| ------- | ------------ | --- | --- | ---- | ---- | ---- | ---- | --- | --- | --- | --- | ---- |
| 1994–95 | Portland     | 45  | 20  | 18.4 | .444 | .393 | .685 | 2.9 | 2.0 | .8  | .4  | 6.5  |
| 1995–96 | Portland     | 81  | 73  | 27.9 | .467 | .325 | .764 | 3.8 | 2.5 | 1.1 | .3  | 10.7 |
| 1996–97 | Portland     | 41  | 8   | 18.9 | .340 | .418 | .837 | 2.3 | 2.0 | .8  | .4  | 4.1  |
| 1996–97 | Detroit      | 42  | 3   | 20.2 | .464 | .375 | .836 | 3.0 | 1.8 | 1.0 | .2  | 6.3  |
| 1997–98 | Detroit      | 24  | 1   | 19.7 | .413 | .176 | .870 | 2.9 | 1.6 | 1.0 | .0  | 4.5  |
| 1997–98 | Philadelphia | 57  | 31  | 23.5 | .347 | .196 | .688 | 2.9 | 2.4 | 1.4 | .2  | 3.9  |
| 1998–99 | Philadelphia | 50  | 4   | 19.2 | .401 | .194 | .710 | 2.8 | 2.0 | 1.3 | .1  | 4.8  |
| 1999–00 | Philadelphia | 82  | 14  | 23.8 | .411 | .364 | .829 | 3.0 | 2.9 | 1.3 | .2  | 8    |
| 2000–01 | Philadelphia | 76  | 33  | 31.5 | .473 | .312 | .768 | 4.1 | 5.0 | 1.4 | .1  | 11.6 |
| 2001–02 | Philadelphia | 48  | 16  | 30.6 | .449 | .398 | .787 | 4.0 | 3.7 | 1.2 | .3  | 12.2 |
| 2002–03 | Philadelphia | 80  | 40  | 29.7 | .429 | .330 | .836 | 4.4 | 3.5 | 1.6 | .1  | 9.0  |
| 2003–04 | Philadelphia | 75  | 41  | 28.2 | .459 | .436 | .757 | 3.4 | 2.6 | 1.1 | .3  | 9.2  |
| 2004–05 | Philadelphia | 68  | 3   | 16.4 | .430 | .323 | .625 | 2.5 | 1.5 | .7  | .3  | 2.2  |
| 2005–06 | L.A. Lakers  | 14  | 0   | 8.6  | .250 | .000 | .500 | 1.4 | .8  | .4  | .0  | 0.5  |
| 2006–07 | L.A. Lakers  | 10  | 0   | 13.1 | .647 | -    | -    | 1.8 | 1.3 | 0.4 | .0  | 2.2  |
| Total   | Total        | 793 | 287 | 24.2 | .438 | .350 | .779 | 3.3 | 2.7 | 1.2 | .2  | 7.4  |

### Playoffs
| Año     | Equipo       | PJ | PT | MPP  | %TC  | %3P  | %TL  | RPP | APP | ROB | TPP | PPP  |
| ------- | ------------ | -- | -- | ---- | ---- | ---- | ---- | --- | --- | --- | --- | ---- |
| 1994–95 | Portland     | 3  | -  | 11.3 | .571 | .500 | -    | .7  | .3  | 1   | .0  | 5.7  |
| 1995–96 | Portland     | 5  | -  | 26.8 | .367 | .250 | .778 | 3.6 | 1.8 | 1.2 | .4  | 6.2  |
| 1996–97 | Detroit      | 5  | -  | 19.4 | .350 | .200 | -    | 2.0 | 2.0 | 1.2 | .4  | 5.4  |
| 1998–99 | Philadelphia | 6  | -  | 16.2 | .304 | .000 | .857 | 2.5 | 1.8 | .7  | .0  | 3.3  |
| 1999–00 | Philadelphia | 10 | 6  | 33.1 | .485 | .343 | .839 | 3.6 | 4.6 | .4  | .2  | 13.8 |
| 2000–01 | Philadelphia | 23 | 16 | 38.8 | .415 | .422 | .787 | 5.2 | 5.3 | 1.5 | .1  | 14.6 |
| 2001–02 | Philadelphia | 5  | 0  | 29.2 | .435 | .375 | .700 | 3.6 | 2.4 | 2.0 | .0  | 10.6 |
| 2002–03 | Philadelphia | 12 | 0  | 26.3 | .535 | .556 | .857 | 3.6 | 1.8 | .8  | .2  | 7.8  |
| 2004–05 | Philadelphia | 5  | 0  | 17.0 | .429 | .333 | -    | 2.4 | 1.0 | .8  | .0  | 1.4  |
| 2005–06 | L.A. Lakers  | 1  | 0  | 8.0  | -    | -    | -    | .0  | .0  | .0  | .0  | .0   |
| Total   | Total        | 75 | -  | 28.5 | .437 | .385 | .801 | 3.6 | 3.2 | 1.1 | .1  | 9.5  |